# Parco nazionale del delta dell'Evros
Il Parco nazionale del delta dell'Evros è un'area naturale protetta situata alla foce del fiume Evros, in Tracia, Grecia. Il parco è uno degli habitat più importanti dell'Europa sud-orientale. L'acqua e i sedimenti trasportati dal fiume, insieme all'azione del mare, hanno formato e continuano a modellare un complesso delta fluviale con un'ampia varietà di habitat, in cui trovano rifugio un grande numero di specie di piante e di animali.
La superficie totale del parco è di circa 200.000 ettari, di cui 95.000 (80.000 di terra e 15.000 di acqua) sono inclusi nell'elenco delle aree protette della Convenzione di Ramsar del 1971, grazie alle numerose specie di volatili presenti. Una parte del delta è stato altresì designato come zona di protezione speciale e proposto come sito di interesse comunitario all'interno della Rete Natura 2000 (in accordo con le Direttive 79/409/CEE e 92/43/CEE).

## Habitat del parco
Nel delta dell'Evros si possono distinguere sette regioni con i principali habitat, a ognuno dei quali corrisponde un tipo particolare di vegetazione, in funzione dell'interazione di diversi fattori, come il suolo, il microclima, la presenza di acqua dolce o salata, ecc. Si possono distinguere i seguenti habitat caratteristici:
- Vegetazione ripariale
- Matorral con alberi
- Prati umidi con giunchi
- Vegetazione di acque salmastre
- Vegetazione delle lagune di acqua dolce
- Vegetazione alofita
- Vegetazione di sabbia

## Vegetazione
Nel delta si sono catalogate più di 300 specie di piante. Nelle rive del fiume e dei ruscelli crescono alberi come Sicomori, Salici, Pioppi e Tamerici. All'interno dei canali possono essere osservati Iris, Castagna d'Acqua ed orchidee, mentre sulle coste e sugli isolotti sabbiosi crescono piante come la Salicornia ed il Giglio di Mare. La vegetazione più rigogliosa si trova nelle rive del delta e in autunno essa prende un colore rosso intenso, coprendo le rive di lagune e spiagge.

## Fauna

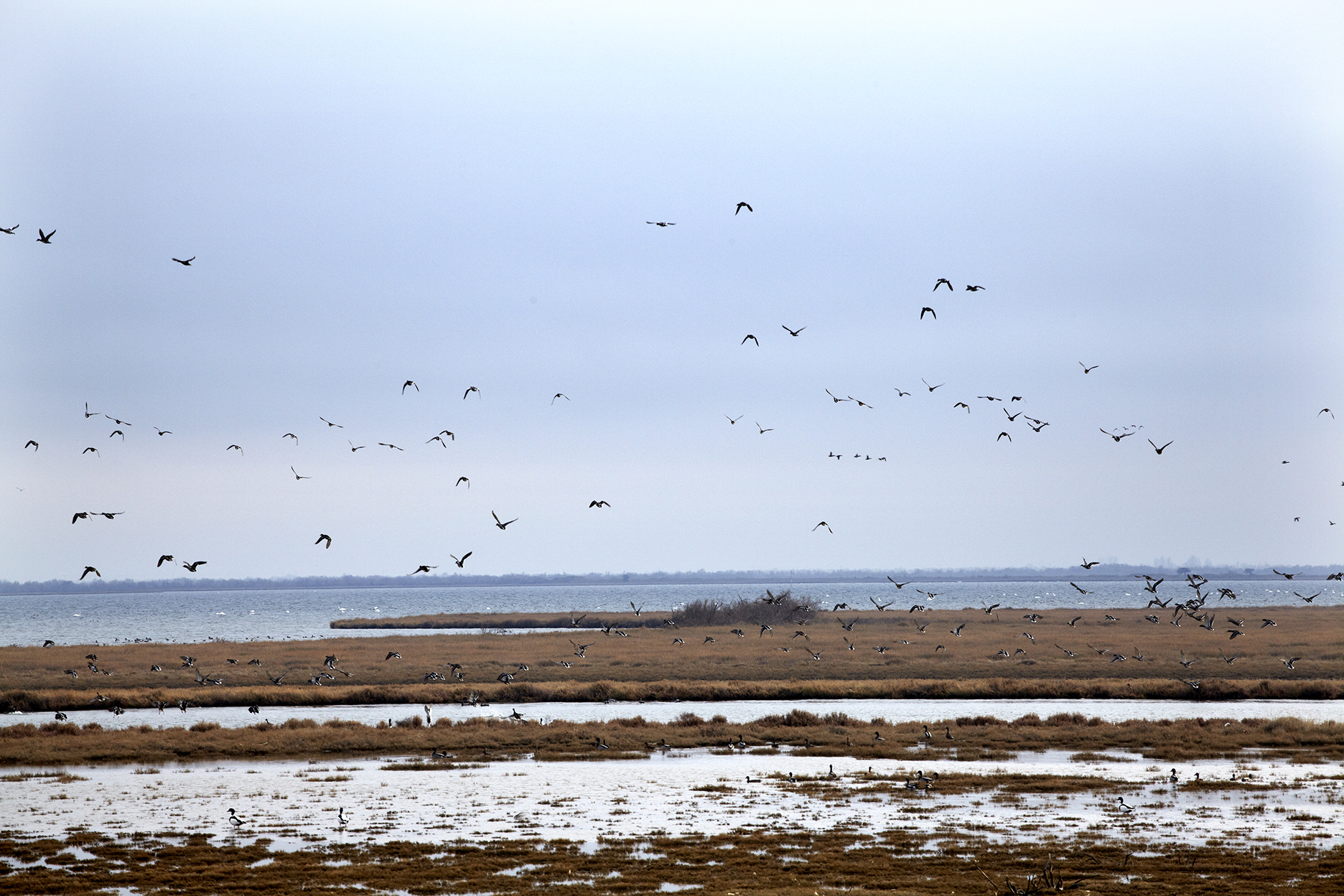

L'ambiente umido del delta dell'Evros è noto anche per le sue innumerevoli specie di fauna che vi abitano. Quaranta specie di mammiferi vivono nel delta. Le maggiori specie comuni sono Volpe, Tasso, Faina, Donnola, Souslik, Gatto Selvatico, Cinghiale e Lontra. Le zone umide del delta ospitano anche 28 specie di anfibi e rettili, tra cui tartarughe acquatiche, serpenti, rane e lucertole. Nelle zone acquatiche vivono 46 specie di pesci: nelle zone di acqua dolce abitano pesci come carpa koi, luccio e pesce gatto, mentre nelle zone di acqua salata vivono pesci come anguilla, orata, branzino e sogliola.

## Uccelli
Nel parco sono state censite più di 320 specie di volatili: tale grande varietà è tipica dell'ambiente del delta. L'ubicazione geografica e le vaste zone di habitat naturali contribuiscono significativamente al numero dei volatili.

### Conservazione durante l'inverno
In inverno decine di migliaia di uccelli acquatici svernano nel Delta dell'Evros. In questa stagione, si contano migliaia di anatre ed oche, le cui specie più comuni sono Germano Reale, Fischione, Oca Lombardella, Oca Selvatica ed, in numeri decisamente più esigui, Oca Collorosso. Annuale è anche la presenza dell'assai rara, in quanto fortemente minacciata, Oca Lombardella Minore, che dopo aver trascorso parte dell'autunno presso il Lago di Kerkini, conclude il proprio svernamento nel Delta dell'Evros. Inoltre, il delta è l'habitat di svernamento più importante di tutta la Grecia per tre specie europee di cigno (cigno reale, cigno selvatico ed il raro cigno minore). Tra i predatori invernali, Aquila Anatraia Maggiore, Aquila Reale, Aquila Imperiale, Aquila di Mare, Poiana Comune, Poiana Calzata, Albanella Reale, Sparviere, Astore, Falco di Palude e diversi altri. Di fatto, la vicinissima Foresta di Dadià (ove ben 36 delle 38 specie di rapaci diurni europei trovano nell'arco dell'anno rifugio) favorisce la presenza presso il delta di una vastissima varietà di aquile e falchi, sovente in alimentazione presso le lagune. In particolare, i rapaci più grossi, quali la sopraccitata ed assai rara Aquila Imperiale, trovano fonte di sostentamento nella folta popolazione di Citelli che popola l'intero Parco Nazionale.

### Immigrazione
In primavera nel delta dell'Evros si concentrano grandi popolazioni di volatili che si spostano dall'Africa verso il nord Europa. Durante la migrazione, questi uccelli si fermano del delta per riposare negli ambienti sicuri e nutrirsi con alimenti ricchi per la riproduzione dei volatili.
In questa stagione presso il delta si concentrano migliaia di limicoli e di passeriformi. Altre specie osservate durante la migrazione di primavera sono Cicogna bianca, Cicogna nera, Pellicano bianco, Pellicano crespo, Moretta Tabaccata, Aquila Anatraia Minore e Pittima Reale.
Durante la migrazione autunnale si sono osservate varie specie di rapaci e passeriformi che emigrano verso i paesi caldi passando per il delta dell'Evros. Inoltre possono essere osservati in gran numero pellicani e cigogne.

### Riproduzione
Solo poche specie rimangono nel delta dell'Evro per riprodursi, a causa della diminuzione degli habitat ideali. Già negli anni 1970, molte specie importanti di volatili hanno smesso di nidificare e si sono iniziati ad osservare solo durante la migrazione o in estate. Ciò nonostante, vi sono alcune specie importanti che continuano a nidificare nel delta: Cormorano, Airone Cenerino, Airone Rosso, Garzetta, Airone Bianco Maggiore, Casarca Comune, Volpoca, Germano Reale, Biancone, Falco di Palude, Beccaccia di Mare, Chiurlo Maggiore, Chiurlo Piccolo, Occhione, Pernice di Mare, Cavaliere d'Italia, Pantana, Pettegola, Totano Moro, Piro Piro Piccolo, Piro Piro Culbianco, Piro Piro Boschereccio, Albastrello, Avocetta, Pendolino, Basettino, Martin Pescatore e decine e decine di altri uccelli.
Ed in particolare, unitamente al Parco Nazionale della Macedonia Orientale e Tracia ed all'isola di Cipro, il Delta del Fiume Evros rappresenta uno degli unici tre habitat europei di nidificazione per la rarissima Pavoncella Spinosa. 

## Centro informazioni del delta dell'Evros
Il Centro informazioni del Delta dell'Evros si trova a Traianopoli ed è stato aperto nel settembre del 1997, per promuovere la conservazione della natura nella regione, la nascita dell'ecoturismo, e per informare e sensibilizzare le autorità e il pubblico sopra i valori ecologici del delta dell'Evros.
Il Centro informazioni è aperto tutti i giorni (inclusi i fine settimana) e il pubblico può ottenere informazioni su delta dell'Evros, pianificare ed organizzare visite educative ed escursioni, ottenere materiale informativo sulla zona. La visita della zona umida comprende spostamenti in autobus e battello.
I visitatori possono visitare lo spazio espositivo e visualizzazione un filmato per conoscere le funzioni e i valori delle zone umide e in particolare del delta dell'Evros. Successivamente, i turisti possono salire a vedere gli uffici dell'Agenzia di Gestione o visitare le zone umide del delta in autobus o in barca. Il tour include l'osservazione di volatili con binocoli e telescopi, oltre alla navigazione.

## Autorità di gestione del parco nazionale
L'Autorità di gestione è stata istituita dall'art. 15 della legge 2742/1999 e dall'art. 13 della legge 3044/2002. Dal 2003 opera nella sede centrale del Centro informazioni del delta dell'Evros a Traianopoli. Si tratta di una persona giuridica privata e il suo scopo è l'amministrazione e la gestione del Parco Nazionale del Delta dell'Evros e quindi coordinare tutte le attività e le agenzie coinvolte nelle zone umide.
Le sue attività comprendono: 
- Il servizio di visitatori
- Il monitoraggio scientifico
- Il pattugliamento della zona
- L'attuazione di programmi di educazione ambientale
- Eventi di guida
- La realizzazione di programmi di sensibilizzazione per i cittadini in materia di protezione della zona umida
- Il coordinamento dei servizi, autorità